# 阿尔·施米特
艾伯特·哈里·“阿尔”·施米特（英語：Albert Harry "Al" Schmitt，1930年4月17日—2021年4月26日），男，美国录音工程师。曾获得20项格莱美奖。